# فرودگاه بین‌المللی لوکسار
فرودگاه بین‌المللی لوکسار (به انگلیسی: Luxor International Airport) یک فرودگاه همگانی، نظامی مسافربری با کد یاتا LXR است که یک باند فرود آسفالت دارد و طول باند آن ۳۰۰۰ متر است. این فرودگاه در شهر اقصر کشور مصر قرار دارد و در ارتفاع ۹۰ متری از سطح دریا واقع شده است.

## شرکت‌های هواپیمایی و مقصدهای پروازی

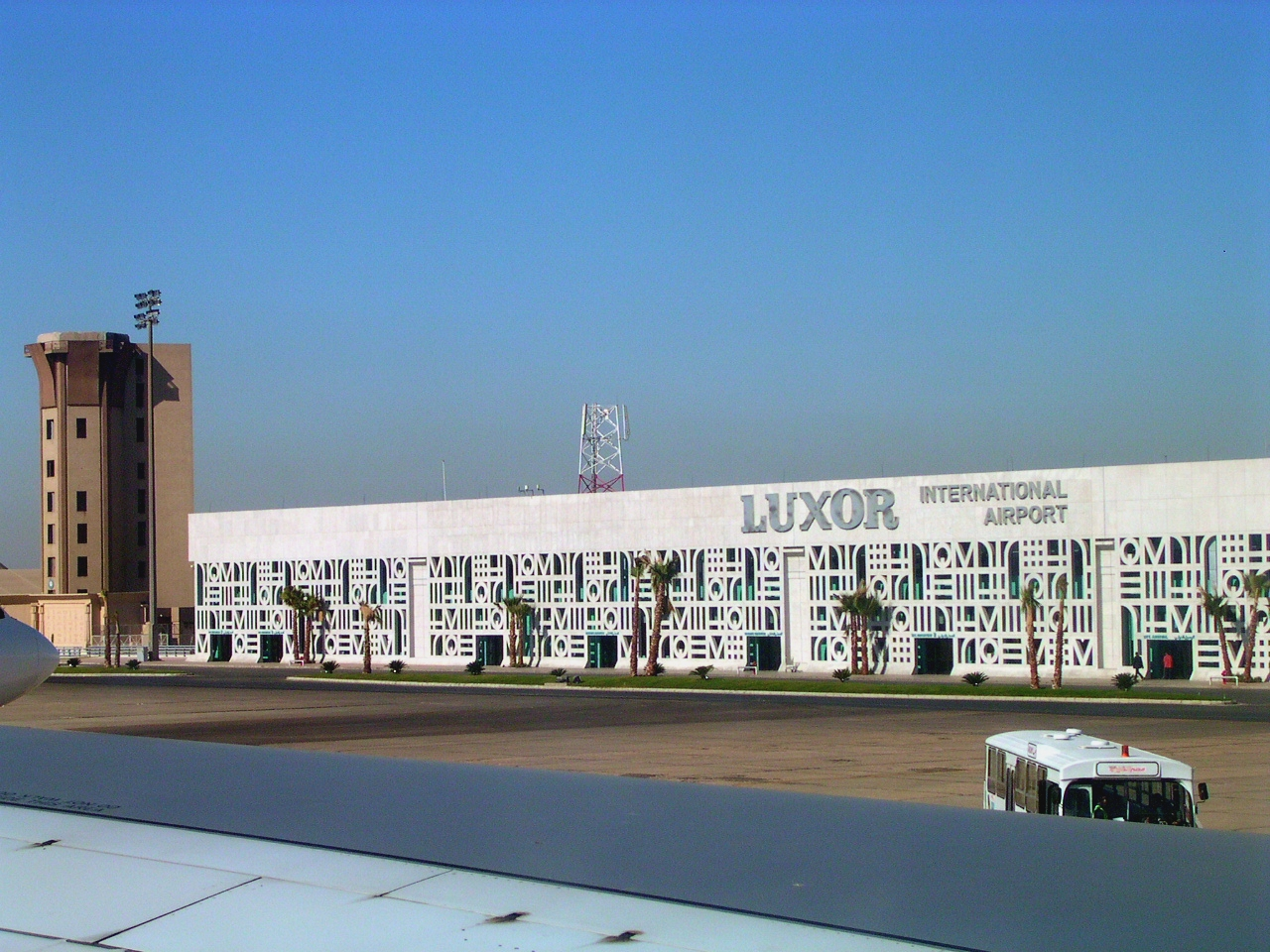
Apron view of Luxor International Airport

| شرکت‌های هواپیمایی                       | مقصدهای پروازی                                               |
| --------------------------------------- | ------------------------------------------------------------ |
| ایر قاهره                               | چارتر: اسخیپول آمستردام                                      |
| هواپیمایی مصر                           | قاهره، ملک عبدالعزیز، کویت، هیترو لندن چارتر: کانزای، ناریتا |
| هواپیمایی مصر اجرا توسط اجیپت‌ایر اکسپرس | قاهره                                                        |
| فلای‌ناس                                 | ملک عبدالعزیز                                                |
| جزیره ایرویز                            | کویت                                                         |
| Nile Air                                | قاهره                                                        |
| هواپیمایی قطر                           | حمد (suspended)                                              |
| سان‌اکسپرس دویچلند                       | چارتر: دوسلدورف، فرانکفورت، لایپزیگ/هال، مونیخ               |
| Thomson Airways                         | گاتویک                                                       |